# Pang Junxu
Pang Junxu (Chinois : 庞俊旭), né le 15 février 2000 à Bozhou, dans la province du Anhui, en Chine, est un joueur chinois professionnel de snooker. En 2021, il est récompensé du titre de « débutant de l'année » par sa fédération. Deux ans après, il dispute sa première finale majeure au classique de snooker.

## Carrière
Dans son début de carrière, Pang Junxu est annuellement invité à participer à l'Open de Haining où il parvient à remporter à chaque fois un ou plusieurs matchs, dominant plusieurs joueurs professionnels comme David Grace. En 2019, il participe à l'Open de Chine, son premier tournoi majeur.
En 2020, la CBSA lui donne l'opportunité de devenir professionnel. Dès sa première saison, il domine des joueurs du top 20 mondial : Barry Hawkins (no 17), Stephen Maguire (no 10) et Ding Junhui (no 9). En fin de saison, il est d'ailleurs élu « débutant de l'année » par la World Snooker.
Il se révèle encore davantage en début d'année 2023, lorsqu'il atteint son premier quart de finale en tournoi classé, à l'occasion du Masters d'Allemagne. Quelques jours après, il passe à l'étape supérieur et se hisse en demi-finale de l'Open du pays de Galles, éliminant notamment Kyren Wilson (4-2),. Il est battu par Shaun Murphy (6-3). Fin mars, il améliore ce résultat et se propulse pour la première fois en finale, lors du classique de snooker. Son manque d'expérience lui coûte cher face à Mark Selby qui lui inflige un score de 6-2. Il conclut sa saison par une première expérience au Crucible Theatre, à l'occasion du championnat du monde, mais s'incline face à Ronnie O'Sullivan (10-7).
En octobre 2024, Pang rallie les demi-finales d'un tournoi classé pour la deuxième fois de sa carrière, lors de l'Open d'Irlande du Nord, dominant deux anciens champions du monde : Luca Brecel et Neil Robertson,. Il est battu par Kyren Wilson (6-4).
En avril 2025, de retour au Cucible pour la troisième fois de sa carrière, il se débarrasse de son compatriote Zhang Anda et remporte son premier match au championnat du monde, puis s'incline de nouveau contre Ronnie O'Sullivan,.

## Palmarès
| Légende | Catégorie                      | Titres                         | Finales                        |
|         | Tournois classés               | 0                              | 1                              |
|         | Tournois non classés           | 0                              | 0                              |
|         | Tournois pro-am                | 0                              | 1                              |
|         | Tournois amateurs              | 0                              | 1                              |
| Gras    | Tournois de la triple couronne | Tournois de la triple couronne | Tournois de la triple couronne |

### Finales
| Saison    | Nom du tournoi                                   | Lieu      | Finaliste   | Score | Tableau |
| 2019      | Championnat du monde amateur des moins de 21 ans | Qingdao   | Zhao Jianbo | 1-6   |         |
| 2019      | Open de Huizhou                                  | Huizhou   | Yuan Sijun  | 2-5   |         |
| 2022-2023 | Classique de snooker                             | Leicester | Mark Selby  | 2-6   | Tableau |